# 巴呂埃區
18°03′41″S 33°10′07″E / 18.061495°S 33.168666°E

巴呂埃區（葡萄牙語：Bárue），是莫桑比克的行政區，位於該國中西部，由馬尼卡省負責管轄，首府設於卡坦迪卡，面積5,743平方公里，2007年人口137,582，人口密度每平方公里24人。